# Tomáš Leňo
Tomáš Leňo (nar. 6. června 1964, Humenné) je současný slovenský fotograf. Od dětství fotograficky spolupracuje s Jozefem Ondzikem.

## Život a dílo
Absolvoval gymnázium v Humenném a filozofickou fakultu Univerzity Pavla Jozefa Šafárika v Prešově. Poté pracoval v oblasti kultury, později jako redaktor Podvihorlatských novin a přiravoval měsíčník pro účely státní správy. Šest let byl ředitelem Vihorlatské knihovny v Humenném. Od roku 2008 podniká.
Získal řadu významných fotografických ocenění. V roce 1986 v mezinárodní soutěži Fotografia Academica obdržel nejvyšší ocenění – Medaili FA, zároveň 1. místo a dvě mimořádné ceny od společenských organizací. O rok později získal opět 1. místo. Jeho fotografie jsou zařazené do sbírky Slovenské národní galerie v Bratislavě. Vystavoval v řadě galerií na Slovensku i v zahraničí – mj. v ústředním výstavním paláci Di Realle v Miláně, ve Vídni, Praze, Přemyšlu nebo v Novém Sadu.
Spolupracuje s Jozefem Ondzíkem na vydání fotografické publikace o životě Rusínů v Evropě.